# ベルウッド・レコード
ベルウッド・レコード株式会社は、キングレコード系列のレコード会社、および同社が展開するレーベルである。名称の由来は「鈴・木」の英直訳。販売業務はキングレコードへ委託している。講談社を中心とした音羽グループに属する。
1972年（昭和47年）に発足。1979年（昭和54年）に一旦休止したが、2001年（平成13年）に復活。以下、1972年 - 1979年を「第1期」、2001年以降を「第2期」とする。

## 概要

### 第1期
キングレコードのディレクター・長田暁二は「1970年（昭和45年）の第二回全日本フォークジャンボリーが1万人近い観客を集めたことを知り、フォークソングが商売になると踏んで、後に私どもが作ったレーベルがベルウッド・レコード」と話している。吉田拓郎が1972年（昭和47年）にシングルヒットを出すまで、メジャーレコード会社・芸能事務所はフォークソングが商売になるのか掴みきれていなかったが、メジャーレコード会社で日本のフォークソングに関心を強めたのはキングレコードが最初。キングのディレクター・三浦光紀が1971年（昭和46年）に制作した上條恒彦+六文銭の「出発の歌」が大ヒットしたことで、1972年（昭和47年）キングレコード内に本格的にフォーク／ロック系レコードを制作するため、三浦を中心として設立したレーベルが「ベルウッド」である。「ベルウッド」という名前は三浦を強力に支持してくれた鈴木実文芸部長の名前を適当に組み合わせたもので三浦の命名。
当時キングレコードは経営不振の渦中にあり、希望退職を募っていて、三浦も他のディレクターとソリが合わなかったこともあり退社を決意。するとキングレコードの町尻量光社長から「ベルウッドを独立させて会社組織にしたらどうか」との提案を受け、三浦他、10数人のスタッフが独立し、1973年（昭和48年）5月1日、「キング・ベルウッドレコード株式会社」が設立された。社長はキングと同じ町尻量光で、専務が小池康之、取締役は草野昌一（漣健児）、長田暁二他、三浦も取締役兼制作チーフで、他の取締役が4人。出資はキングとベルウッドが半々。アーティストからの出資はなく、スタッフにもアーティストはいない。事務所の場所はキング社内から豊島区雑司が谷2丁目のサガラビル2階に移った。
第3回全日本フォークジャンボリーで、三浦がスカウトしたあがた森魚が、1972年4月25日にベルウッドの第一弾シングル「赤色エレジー」でデビューし、この曲が大ヒットしレーベルも軌道に乗った。あがたは先行していたよしだたくろうとは違い、長髪、下駄履き姿でテレビに出て歌唱した。
なお、ベルウッド・レコードの「松カサのきれいな」最初のロゴマークを作ったのは、絵描きをしていた高田渡の兄。
1972年はあさま山荘事件などで、"政治の季節"の終焉を予感させる社会の流れがあり、URCのアーティストがバタバタとメジャー・レーベルに移籍した。岡林信康や高石友也は「プロテスト・シンガー」というレッテルにうんざりし、URC自体も会社として整っていく姿を"商業主義"と批判され困惑していた。URCに所属していた小室等と高田渡が先にキングレコードに移籍した後、ベルウッドに移り、URCは売上げ的にはピークのときであったが、キングレコードとURCと話し合いがもたれ、1972年以降、はっぴいえんど・西岡恭蔵・はちみつぱい・山平和彦・いとうたかお・ザ・ディランII・加川良などをベルウッドが引き取った。
1972年に吉田やあがたが大ヒットシングルを出したことで、大手レコード会社もフォークが歌謡曲並みに商売になることを実感し、大手レーベルの邦楽制作陣の中には歌謡曲以外のものをやりたがる者が増えた。1972年～1973年には、どのレーベルもフォーク／ロック系の邦楽アーティストを抱えるようになった。
1974年（昭和49年）頃になると、吉田拓郎や、井上陽水、かぐや姫などが超メジャー化し、ベルウッド系のアーティストはマイナー視されはじめ、大きな転機に立つ。自分のポリシーを曲げてまで、ベルウッドをメジャー化する気のなかった三浦は1974年いっぱいでベルウッドを退社し、アメリカに脱出した。三浦の後は小池康之専務が制作を引き継ぐが、以降の作品はカラーが変わった。ベルウッドは三浦のパーソナル・レコード的な色合いであったため、三浦が1975年（昭和50年）夏アメリカから帰国し、日本フォノグラムに移ると、ベルウッドのスタッフ・アーティストが三浦とともに移籍したため、事実上こちらの方がベルウッド的レーベルになった。
ベルウッドの方は1978年（昭和53年）5月の中川五郎のアルバムリリースを最後にレーベルとしての活動が停止状態となり、法人としてのベルウッド・レコード株式会社は実質的に休眠会社となっていた。この間もベルウッド作品は親会社のキングレコードがLP・CDなどで再発売することがあった他、所属アーティストの中には親会社に移籍する形で事実上残留した人もいた。

### 第2期
2001年（平成13年）に企業活動を再開、主にインディーズバンド・イージーリスニング・アニソン歌手を中心としたアルバムを発売している。
復活当初はインディーズレーベルの受託販売業務が中心であったが、2005年頃から所属アーティストの原盤制作・リリース活動を本格化させ、アニソン歌手やインディーズ系バンド・イージーリスニングなどのジャンルで単発系アルバムの制作・発売を行っている。
FLMEのように、はちみつぱい、高田渡など第1期の作品の復刻も行っている。

## 作品（第1期）
六文銭関連
基本的にポップなフォークソング。現代詩や歌謡曲にアプローチ。小室等・及川恒平・原茂・上條恒彦
高田渡関連
ブルーグラス・ジャグ・バンド・カントリー・ディキシージャズ・ロードソング・現代詩を織り交ぜた作品群。武蔵野タンポポ団・シバ・加川良・佐藤博・岩井宏など。
はちみつぱい・はっぴいえんど・ザ・ディランII
グレイトフル・デッドや、ヴァン・ダイク・パークスなどの影響や、無国籍サウンドの基礎を形成。
西岡恭蔵・細野晴臣
骨太なアコースティックロックや、カントリー色のあるポップス。
あがた森魚・大瀧詠一
あがた森魚は、英トラディショナルや、キネマ、大正ロマンなどにこだわり、独自の展開の基礎を築く。大瀧は、米国ポップスの影響の強い音楽を展開。
友川かずき・遠藤賢司・三上寛
パンク・ロック・ニューウエーブ・プログレ・劇的展開を取り入れた作品を残す。
唐十郎・ピラニア軍団
俳優達が唄うアングラ歌謡。
やしきたかじん
クニ河内プロデュース。
その他
金森幸介・銀河鉄道・斉藤哲夫・小坂忠・センチメンタル・シティロマンス・中山ラビ・吉田美奈子・松平純子・となりきんじょ・キリギリスなどのライヴ音源。

### その後
- 1975年小室等は、よしだたくろう・泉谷しげる・井上陽水とフォーライフ・レコード設立。三浦は日本フォノグラムに移籍し、あがたのほかに、矢野顕子、喜納昌吉、めんたんぴんらを見出す。その後徳間ジャパンに移籍しフォノグラム時代の自らの制作音源を買い取りニューモーニングレーベル設立。
- 西岡恭蔵、大塚まさじ、石田長生らはオレンジレコード（オレンジレーベル）設立。
- 細野はティン・パン・アレイ・YMO結成。
- 大瀧はナイアガラ・レーベルを設立。山下達郎、伊藤銀次、布谷文夫らと交流。
- 松本は、南佳孝の「摩天楼のヒロイン」をプロデュースした後、作詞家として活動を本格化させる。
- 友川・遠賢はインディペンデントに潜行。
- 三上寛はよりアヴァンギャルドな方向に。
- はちみつぱいは、ムーンライダーズ結成。

## 所属アーティスト（第2期）
- 石田泰尚
- 井手麻理子
- 今井優子
- う〜み
- 坂本麗衣
- ジェッジジョンソン
- 嶋大輔
- じまんぐ
- 鈴木大介
- とちおとめ25
- フリーハイハイ
- ラムランプ
- 渡辺雄一
- re-in.Carnation∞YURIA
- dmg

### ROCKBELL records
- モーモールルギャバン
- ArtTheaterGuild

### だらりレコーズ
- さとう。

## かつて所属していたアーティスト（第2期）
- everset（活動休止）
- Sound Horizon（→キングレコード→ポニーキャニオン）
- SAWA
- スムルース
- dip in the pool
- Hiro T.A Sheene
- フラップガールズスクール
- Drop's

### 専属
- 植村花菜
- 信保陽子
- 米倉千尋
- Jolly Dog
- 摩天楼オペラ
- lynch.

## マネジメント（第2期）
「摩天楼オペラ」以外のレーベルはキングレコード
- 横浜銀蝿 - 『40th』では前社長の浅沼正人（Johnny）も期間限定で復帰。社長退任後の2023年に正式に復帰。
- lynch.
- 上野優華
- 摩天楼オペラ

## 販売受託していたアーティスト（第2期）
自主制作盤の販売元としていた者（原盤制作は無し）
- 犬神サーカス団
- 乙三